# Nur ad-Din al-Atasi
Nur ad-Din Mustafa al-Atasi (arab. ‏نور الدين مصطفى الأتاسي‎; ur. 1929, zm. 3 grudnia 1992 w Paryżu) – syryjski polityk, prezydent Syrii w latach 1966-1970.

## Życiorys
Wywodził się z zamożnej sunnickiej rodziny posiadaczy ziemskich z regionu Hims. Z wykształcenia był lekarzem. W czasie wojny algierskiej był lekarzem w partyzanckim oddziale algierskim. Reprezentował radykalnie lewicowe i antyizraelskie poglądy.
Związany z partią Baas, pełnił różne stanowiska ministerialne po zamachu stanu w Syrii w 1963, który doprowadził do objęcia przez tę partię władzy w kraju. Po drugim zamachu stanu został prezydentem Syrii. Było to możliwe dzięki protekcji Salaha Dżadida, po zamachu stanu najpotężniejszej osoby w państwie. Podobnie jak al-Atasi był on zwolennikiem radykalnej lewicy. Dżadid uznał, że al-Atasi będzie najodpowiedniejszym kandydatem na głowę państwa, gdyż był, jak większość mieszkańców Syrii, sunnitą, w odróżnieniu od organizatorów przewrotu z 1966, alawitów.
9 czerwca 1967, w czasie wojny sześciodniowej, razem z ministrem spraw zagranicznych Ibrahimem Machusem udał się do Moskwy, by prosić o pomoc wojskową dla Syrii.
Urząd prezydencki stracił po zamachu stanu Hafiza al-Asada w 1970. Został wówczas aresztowany razem z Dżadidem i innymi jego zwolennikami. Początkowo przebywał w areszcie domowym, następnie trafił do więzienia wojskowego i spędził w nim bez wyroku kolejne 22 lata. W 1992 trafił do szpitala w Damaszku, po czym, z uwagi na zły stan zdrowia, otrzymał zgodę na wyjazd na leczenie za granicę. Zmarł jednak na raka na krótko po wyjeździe na leczenie do Paryża.